# Residuos internacionales

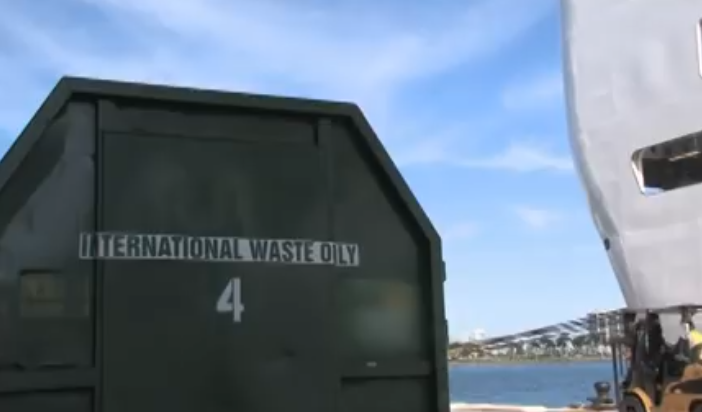
Compactador de residuos internacionales en una terminal marítima.

Los residuos internacionales son cualquier producto de desecho orgánico considerado inseguro para ser liberado en el medio ambiente o en el flujo estándar de residuos sólidos municipales que proviene de un país externo y, en algunos casos, de un territorio externo. Estos residuos deben ser tratados antes de su disposición en el flujo de residuos sólidos municipales para prevenir enfermedades y daños ambientales. Si no se gestionan adecuadamente, los residuos regulados pueden tener efectos perjudiciales en la agricultura, el ganado y los cultivos.

## Reglamentos y normativas

### Estados Unidos
En Estados Unidos se exige que todos los residuos internacionales sean esterilizados mediante incineración o un autoclave. Las normativas y reglas para los residuos internacionales y la basura regulada son establecidas por el Servicio de Inspección de Sanidad Animal y Vegetal del Departamento de Agricultura y la Oficina de Aduanas y Protección Fronteriza. La basura regulada incluye los residuos internacionales, definidos como cualquier material orgánico originado fuera de Estados Unidos, con la excepción de Canadá. Por lo general, estos residuos no pueden importarse a Estados Unidos, aunque se permiten excepciones para barcos y aviones que aterricen en puertos estadounidenses. Las empresas que manejan residuos internacionales deben cumplir con regulaciones específicas, como registrar la recepción y destrucción de la basura. Además, el transporte de residuos hacia una instalación de tratamiento debe evitar áreas rurales; si esto no es posible, se debe garantizar que los residuos se almacenen de manera segura y a prueba de fugas. También se requiere el uso de agentes aprobados para limpiar derrames y presentar documentación cuando los residuos se transporten entre estados.

### Canadá
A diferencia de Estados Unidos, Canadá no hace excepciones para los residuos internacionales provenientes de este país. Las normativas son gestionadas por la Agencia Canadiense de Inspección de Alimentos y la Agencia de Servicios Fronterizos de Canadá. Las regulaciones exigen que este tipo de residuos se coloque en una bolsa naranja. Además de la incineración y el uso de autoclaves, Canadá permite que los residuos internacionales sean enterrados en un vertedero aprobado. Sin embargo, el vertedero debe estar a 0,5 km de cualquier área con ganado, se deben tomar medidas para evitar el acceso de animales y los residuos deben ser cubiertos con 1,8 km de desechos no internacionales.

### Reino Unido
Conocidos como "residuos de catering internacional" en el Reino Unido, estos desechos están sujetos a regulaciones específicas. Deben almacenarse en contenedores "cubiertos", "a prueba de fugas" y "claramente etiquetados como 'Categoría 1 – solo para eliminación'". Al igual que en Canadá, es aceptable desecharlos en un vertedero profundo autorizado. Además de la incineración y el uso de autoclaves, también se permite procesar estos residuos para producir biodiésel.

## Críticas
Las estrictas regulaciones en Canadá han dificultado el establecimiento de una terminal marítima internacional en Cabo Bretón, Nueva Escocia. Los residuos internacionales generados en las terminales marítimas deben ser eliminados, pero los únicos sitios aprobados se encuentran en Dartmouth, al otro lado de la provincia. Esto eleva significativamente los costos de eliminación, haciendo inviable la entrada de barcos extranjeros a la terminal.